# Austin Film Critics Association Awards 2008
4. ročník předávání cen asociace Austin Film Critics Association Awards se konal 16. prosince 2008.

## Nejlepších deset filmů
1. Temný rytíř
2. Milionář z chatrče
3. Milk
4. Synecdoche, New York

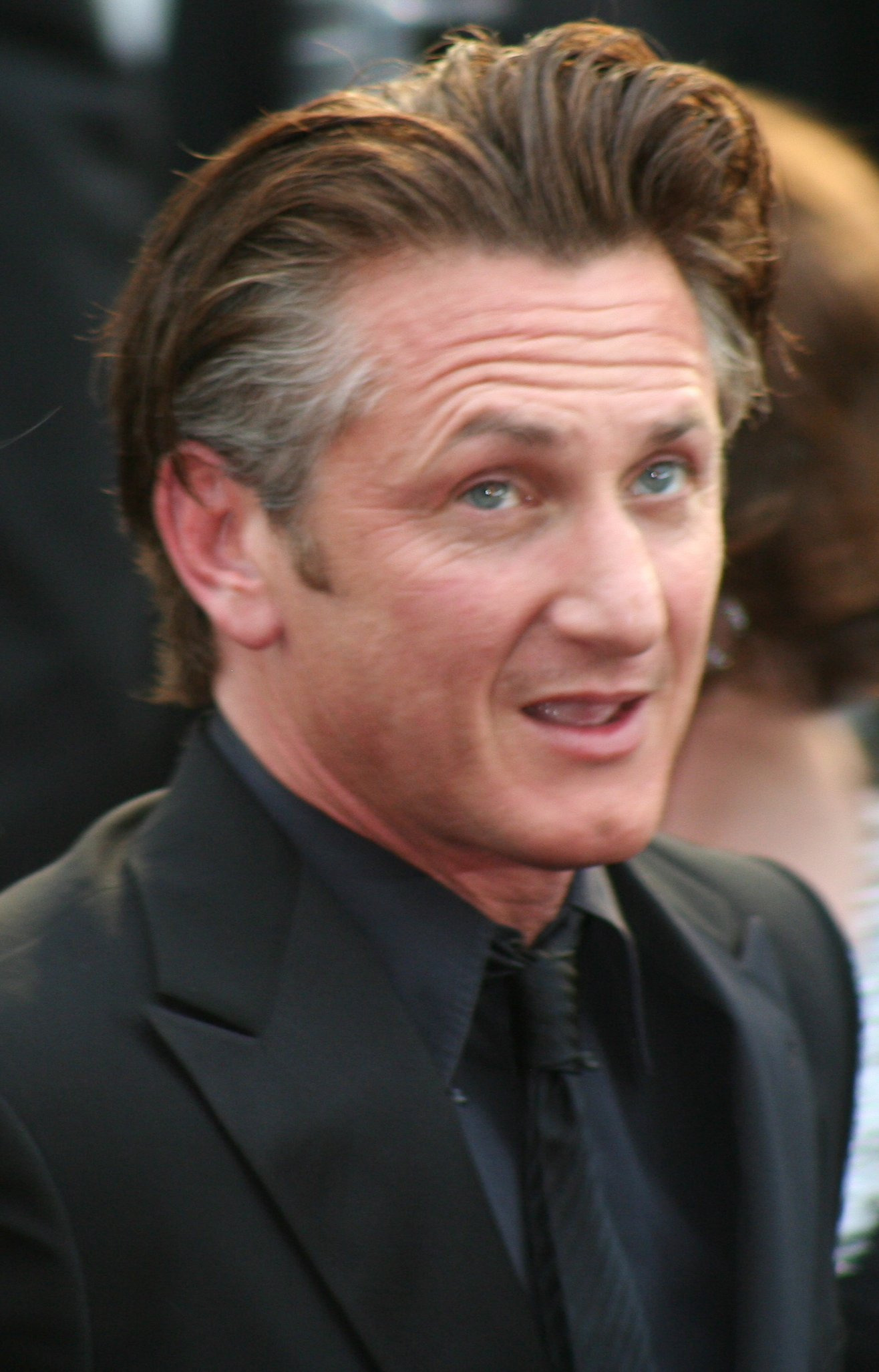
Sean Penn, vítěz v kategorii nejlepší mužský herecký výkon v hlavní roli

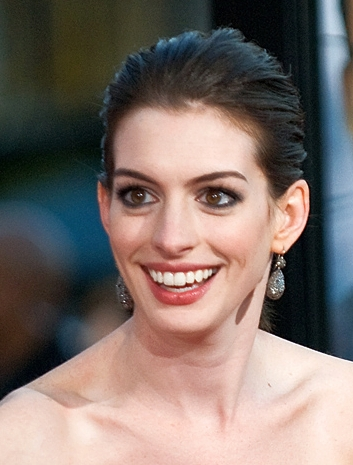
Anne Hathawayová, vítězka v kategorii nejlepší ženský herecký výkon v hlavní roli

5. Podivuhodný případ Benjamina Buttona
6. Wrestler
7. VALL-I
8. Duel Frost/Nixon
9. Ať vejde ten pravý
10. Gran Torino

## Vítězové
- Nejlepší režisér: Christopher Nolan – Temný rytíř
- Nejlepší původní scénář: Charlie Kaufman – Synecdoche, New York
- Nejlepší adaptovaný scénář: Jonathan Nolan a Christopher Nolan – Temný rytíř
- Nejlepší herec v hlavní roli: Sean Penn – Milk
- Nejlepší herečka v hlavní roli: Anne Hathawayová – Rachel se vdává
- Nejlepší herec ve vedlejší roli: Heath Ledger – Temný rytíř
- Nejlepší herečka ve vedlejší roli: Taraji P. Henson – Podivuhodný případ Benjamina Buttona
- Nejlepší animovaný film: VALL-I
- Nejlepší cizojazyčný film: Ať vejde ten pravý  (Švédsko)
- Nejlepší dokument: Muž na laně
- Nejlepší kamera: Colin Watkinson – Pád
- Nejlepší původní zvuk: James Newton Howard a Hans Zimmer – Temný rytíř
- Nejlepší první film: Nacho Vigalondo – Uvězněni v čase
- Objev roku: Danny McBride – Rukama nohama, Travička zelená a Tropická bouře
- Austin Film Award: David Modigliani – Crawford